# サント・ドミンゴ・デ・ロス・ツァチラス県
サント・ドミンゴ・デ・ロス・ツァチラス県（サント・ドミンゴ・デ・ロス・ツァチラスけん、西: Provincia de Santo Domingo de los Tsachilas）は、エクアドルの県。
同国中央部にあり、県都はサント・ドミンゴ・デ・ロス・コロラドス。
2010年の人口は36万8013人。
2007年にピチンチャ県から分離した。

## 隣接する県
- エスメラルダス県
- ピチンチャ県
- コトパクシ県
- ロス・リオス県
- マナビ県

## 郡と都市
サント・ドミンゴ・デ・ロス・ツァチラス県は2の郡に分けられる。
| 郡名                                     | 人口 （2001年国勢調査） | 面積（km2） | 中心都市                               |
| ---------------------------------------- | ----------------------- | ----------- | -------------------------------------- |
| サント・ドミンゴ・デ・ロス・コロラドス郡 | 287,018                 | 3,805       | サント・ドミンゴ・デ・ロス・コロラドス |
| ラ・コンコルディア郡                     |                         | 58          | ラ・コンコルディア                     |